# 히로시마 고등사범학교
히로시마 고등사범학교(일본어: 広島高等師範学校 히로시마코토시한갓코[*])는 1902년 4월에 히로시마시에 설치된 관립 고등사범학교이다. 1952년에 폐교되어 히로시마 대학에 흡수되었다.

## 개요
츠쿠바 대학의 전신인 도쿄 고등사범학교에 이어 두 번째 고등사범학교로 설립되었다. 문과와 이과가 설치되었으며, 1920년까지 히로시마현에서 유일한 고등교육기관이었다. 부속학교로 중학교와 초등학교가 설치되었으며, 페스탈로치 교육학 연구의 거점으로 알려졌다. 1930년 이래 졸업생에게 문학사 학위가 주어졌는데, 당시 문학사 학위가 주어지는 고등사범학교는 도쿄 고등사범학교와 히로시마 고등사범학교뿐이었다.
1949년에 히로시마 대학이 설치되면서 히로시마 대학 교육부의 전신이 되었다. 이 재학 중이던 학생들이 1952년에 모두 졸업하면서 폐교되었다.

## 원자폭탄 피해
1945년 8월 6일에 히로시마 시에 원자폭탄이 투하되었다. 당시 대부분의 교직원은 공장 등에서 근로 동원 활동 중이었고, 교내에는 꼭 필요한 인원과 건강이 좋지 않아 근로 동원을 나가지 못한 학생, 외국인 유학생 등이 남아 있었다. 원자폭탄 투하로 히로시마 고등사범학교와 부속 중학교의 교사와 기숙사 등 목조 건축물이 소실되었다. 즉사하거나 수개월 내에 사망한 사람만으로도 교직원이 19명, 학생이 19명, 부속 중학교 학생이 15명, 부속 국민학교 학생이 13명으로, 모두 66명이었다.

## 유명 졸업생
- 우다 신타로 - 발명가
- 카지야마 도시유키 - 작가

## 같이 보기
- 히로시마 대학